# Tess Ledeux
Tess Ledeux (født 23. november 2001) er en fransk freestyle skiløber. Hun vandt sølv i Big Air til Vinter-OL i Beijing i 2022.

## Karriere
Tess Ledeux fik sit store gennembrud i 2017, da hun i januar vandt sølv i Slopestyle til X Games i Aspen som X Games rookie og i marts vandt hun guld i Slopestyle til FIS World Championships i Sierra Nevada og sølv i Slopestyle til X Games i Hafjell.
Ved X Games Aspen 2022 blev Ledeux den første kvinde til lande en double cork 1620 i konkurrence – et trick, som hun scorede 49 ud af 50 point på. 
Ved X Games Aspen 2022 vandt hun guld i både Big Air og Slopestyle. En bedrift, som hun gentog i 2024 ved Winter X Games XXVIII.

## Privat
Tess Ledeux' fætter er Kevin Rolland, som ligeledes er freestyle-skiløber.